# 凱莉萊克 (明尼蘇達州)
凱莉萊克（英語：Kelly Lake）是位於美國明尼蘇達州聖路易斯縣的一個近鄰社區。

## 地理
凱莉萊克所處的海拔為高於海平面460米（即1509英呎），而該地所採用的時區為UTC-6，即北美中部時區（CST）。同時該地設有夏令時間，為UTC-6調快一小時，即UTC-5（CDT）。